# Tony Shelly
Anthony Shelly (2 de fevereiro de 1937 – 4 de outubro de 1998) foi um automobilista neozelandês que participou dos Grandes Prêmios: Grã-Bretanha, Alemanha e Itália de Fórmula 1 em 1962.